# 徐长卿 (植物)
徐长卿（学名：Cynanchum paniculatum），夹竹桃科白前属多年生草本植物，主产于中国南部和东北地区，又名鬼督邮、逍遥竹等。根、根茎或带根全草晒干后可入药，性辛、温，主要功效成分为牡丹酚，用作镇痛，止咳，利水消肿，活血解毒之用。

## 外部連結
- 徐長卿 Xuchangqing （页面存档备份，存于） 藥用植物圖像數據庫 (香港浸會大學中醫藥學院) （中文）（英文）
- 徐長卿 中藥材圖像數據庫  (香港浸會大學中醫藥學院) （中文）（英文）
- 徐長卿 Xu Chang Qing （页面存档备份，存于） 中藥標本數據庫 (香港浸會大學中醫藥學院) （繁體中文）（英文）
- 徐長卿全草 Xu Chang Qing Quan Cao （页面存档备份，存于） 中藥標本數據庫 (香港浸會大學中醫藥學院) （繁體中文）（英文）
- 丹皮酚 Paeonol （页面存档备份，存于） 中草藥化學圖像數據庫 (香港浸會大學中醫藥學院) （中文）（英文）